# Tack För Kaffet Podcast
Tack För Kaffet Podcast eller TFK är ett svenskt poddradioprogram med Mathie Martinez och Johan Svärd med omkring 80 000 lyssnare. TFK blev i oktober 2014 framröstad som Sveriges roligaste podd. Podden har gästats av bland andra Filip Hammar, Magnus Betnér, Fredrik Wikingsson, Kristoffer Appelquist, Tejbz, Regular Ordinary Swedish Meal Time, Woolkes morsa och Mathies lillasyster. 

## Bakgrund
2010 arbetade Mathie Martinez och Johan Svärd ihop som mobiltelefonreparatörer i Kristinehamn. Efter många samtal på lunchrasterna om allt mellan himmel och jord upptäcktes en kemi mellan grabbarna. Kort senare startade Martinez och Svärd podden Mathie & Johan Show. I första avsnittet ringde de upp sin Apple-intresserade arbetskollega Jimmy Woolke och ville ha de senaste mac-nyheterna. Avsnittet efter bytte podden namn till Tack För Kaffet Podcast där även Woolke medverkade som programledare. Den 25 september 2021 meddelar Jimmy Woolke via ett inlägg på Instagram att han hoppar av podden.

## Innehåll
Varje fredag publiceras ett nytt 60–70 minuter långt avsnitt där Mathie Martinez och Johan Svärd diskuterar nöjen, livsbetraktelser och dagsaktuella nyheter. Podden kan av många uppfattas väldigt kontroversiell, men det har också lett till deras framgång då att de pratar om det mesta utan begränsningar.

### Återkommande programpunkter
- Dagens Mac – Woolke presenterade en nyhet från Apple-världen.
- Dagens Scenario – Woolke presenterade ett scenario för Martinez eller Svärd och de ska svara så fort som möjligt.
- Jobbkaraktärer – Duon berättade om människor som jobbade på deras tidigare arbetsplats.
- Ring En Främling – Duon ringer upp ett telefonnummer och driver med personen.
- Under Skinnet – Woolke presenterade fakta eller berättelse med skräckinnehåll.
- Mathies Fantastiska Fakta – Martinez presenterar märkliga fakta.
- Johan Topplista – Svärd går igenom en lista där Martinez och Woolke gissade platserna.
- Gissa Annonsen – Två i trion hittar en bra Blocketannons. Utan en aning och med vaga frågor ska den tredje ringa och lista ut vad det är för något.
- Mathies Fantastiska Flip N' The Flop – Martinez presenterar teorier om prylar och framtidsidéer.
- Jöjje-Snackar-Rykten-Kring-Teknikgrejer – Svärd listar rykten kring teknik.
- Produkten Ska Bort Från Marknaden – Woolke nämnde en produkt som borde försvinna då den inte fyller någon funktion.
- Dagens Huawei - Woolke berättade det senaste inom Huawei-världen.
- Woolke kritiserar invandrare på ett kul sätt (No racist) - Woolke gav invandrare kritik på ett humoristiskt sätt.

## TFK: Live
- 16 juni 2012 – Avsnitt 74 på Elsas Hus i Linköping.
- 26 juli 2012 – Avsnitt 80 live på Storsjöyran i Östersund. Här skapades den numera ikoniska recensionen "Innehållet är ändå inte det sämsta" av Hanna Olsson på Östersunds-Posten.[5]
- 13 december 2014 – Julavsnitt och avsnitt 200 live på Andra Lång i Göteborg.
- 5 september 2015 – TFKs första scenshow "Sill och Kubb" på Rival i Stockholm, en föreställning som sålde slut 700 biljetter på en dag.[6]
- 10 december 2016 – Avsnitt 300 live på Göteborgs Konserthus.[7]
- 25 november 2017 – Scenshowen "TFK LIVE: Stockholm" inför 2100 personer på Stockholm Waterfront.[8]
- 17 november 2018 – Den första "Från Vaggan Till Graven", deras första manusskrivna scenshow om livets sex stadier. Detta blev senare en vårturné 2019 med stopp i Karlstad den 9 februari, Umeå 16 den februari, Stockholm den 24 februari och Jönköping den 16 mars.
- 1 december 2018 – Årliga LAN-mässan Dreamhack och framförde aktiviteter samrt en 12-timmars livepodd.
- 21 december 2018 – "Granlös i Göteborg" som blev 2018 års julavsnitt, inspelat på Konserthuset i Göteborg.
- 12 januari 2019 – Den 24-timmar långa livestreamen "TFKKAMPEN" från Skeppsbron i Stockholm.
- 22 november 2019 – "Livepodd med Tack För Kaffet" i Malmö[9].
- 23 november 2019 - "Livepodd med Tack För Kaffet" i Linköping.[10]
- 29 november 2019 - "Livepodd med Tack För Kaffet" i Örebro.[11]
- 20 december 2019 - 2019 års julavsnitt i Göteborg.
- 13 november 2021 – "TFK 10-årsjubileum" på Stockholm Waterfront i Stockholm.
- 11 december 2021 – 2021 års julavsnitt "Tomten ser allt" på kulturhuset Spira i Jönköping.
- 31 augusti 2022 – Inspelning av avsnitt 600 live i studion på Wargentinsgatan i Stockholm inför 8 gästande lyssnare.

## Sydpolsresan
Svärd fick i juli 2018 idén att resa till Sydpolen för att genomföra den första poddsändningen där. För att finansiera resan startade de en insamling genom Patreon. Duon planerar också att göra en dokumentär om resan.

## I andra medium

### Bok
Den 1 februari 2016 släppte TFK boken "Shoblainx". Boken innehåller det bästa från poddens historia i textform. Titeln röstades fram av poddens lyssnare.

### Appen TFKPC
Den 21 april 2016 lanserade TFK appen "TFKPC". Idén med appen är att samla podden på ett och samma ställe. I appen kan man nu lyssna på avsnitten, ladda ner avsnitt, se länkar till sociala medier och epostaddresser. Varje avsnitt släpptes på Tack För Kaffets hemsida och iTunes som vanligt tills TFK startade premiumtjänsten TFKPC:PREMIUM i appen den 5 oktober 2016. Premiumfunktionen ger tillgång till samtliga avsnitt från TFK, fler funktioner och extraavsnitt. Gratisversionen av appen ger tillgång till 30 minuters versioner av avsnitten. Appen finns till iPhone och Android.
Den 30 oktober 2017 släppte TFK en helt ny och uppdaterad variant av appen, då under namnet "Tack För Kaffet".

### Video
2016 började TFK även satsa på videor. Direktsända poddar och utmaningar som att bestiga Kebnekaise och åka Vasaloppet utan träning är ett urval av filmer som postats.
2018 släppte TFK första avsnittet av "Prepodd", en serie filmklipp som släpps en gång i veckan om vad som händer strax före en poddinspelning.

TFK börjar släppa videopodcasts i november 2022 och Tack För Kaffet Vodcast blir en av de första svenska voddarna på Spotify. 

## Poddkassan
Den 28 maj 2014 lanserades Poddkassan. Den verkar som ett substitut till reklamfinansierade poddar. Det var ett sätt för podden att vara utan reklam och ett sätt för lyssnare att kunna bidra med pengar på podden webbplats.

## Utmärkelser
- Bästa humor - Svenska poddradiopriset 2014[17]